# Alfons Mazurkiewicz
Alfons Mazurkiewicz (ur. 19 grudnia 1922 w Düsseldorfie, zm. 20 października 1975 we Wrocławiu) – polski malarz współczesny oraz wykładowca akademicki. 

## Życiorys
Urodził się w Niemczech jako dziecko polskich emigrantów. Tam też ukończył szkołę podstawową oraz średnią. Uczęszczał również do "Szkółki Polskiej", gdzie uczył się języka polskiego, historii i geografii. W 1946 roku przybył do Polski i podjął studia na Państwowej Wyższej Szkole Sztuk Plastycznych we Wrocławiu – najpierw na wydziale ceramiki i szkła, a następnie na wydziale malarstwa. Kształcił się pod kierunkiem Emila Krchy oraz Eugeniusza Gepperta. Uczelnię ukończył w 1953 roku. Od 1956 roku współtworzył artystyczną "Grupę X", natomiast od 1961 roku – "Grupę (Szkołę) Wrocławską". W 1955 roku brał udział w  Ogólnopolskiej Wystawie Młodej Plastyki „Przeciw wojnie – przeciw faszyzmowi”, zorganizowanej w warszawskim Arsenale. Na wystawie tej otrzymał nagrodę za obraz pt. Zima w Kocich Górach. Wcześniej jego obrazy prezentowane były na wrocławskiej Wystawie Przeglądowej Młodych Plastyków (1955). W 1968 roku rozpoczął pracę w PWSSP jako wykładowca.
Pierwszą żonę Wandę Błońską poznał we Wrocławiu i w dniu 10.10.1947 wstąpił z nią w związek małżeński, z którego na świat przyszła dwójka dzieci starsza córka Leonarda Mazurkiewicz i młodszy syn Alfons Mazurkiewicz.
Podczas studiów poznał swoją przyszłą żonę, Krzesławę Maliszewską – również malarkę. Ich wspólna pracownia malarska mieściła się przez długie lata przy wrocławskim Rynku.
Tworzył pejzaże, martwe natury, portrety, utrzymane w konwencji surrealizmu, pozostając pod wpływem twórczości Paula Klee i Joana Miró. W późniejszym okresie twórczości zwrócił się ku abstrakcjonizmowi, skupiając się na idei stworzenia obrazu jednolitego oraz w stronę malarstwa konceptualnego. Był autorem rozwijanej przez wiele lat koncepcji „duo-plastycyzmu” (1958), sfinalizowanej w latach 70. XX w. w postaci tzw. "Duo-obrazów".

## Upamiętnienie
Osoba Alfonsa Mazurkiewicza stała się bohaterem filmu dokumentalnego pt Miałem wam jeszcze tyle do powiedzenia…, zrealizowanego w 1996 roku przez Iwonę Rosiak. W 25. rocznicę śmierci artysty Muzeum Narodowe we Wrocławiu, Galeria BWA Awangarda i Galeria Stara w Lublinie zorganizowały dużą wystawę dzieł malarza. Poświęcono mu także kilka wydawnictwa albumowych (2005, 2017).